# Szeles József (színművész, 1965)
Szeles József (Veszprém, 1965. március 14. –) magyar színész, tanár.

## Életútja
Szülei Szeles József és Laluk Éva. 1983-ban érettségizett a veszprémi Kállai Éva Gimnáziumban, majd 1989-ben diplomázott a budapesti Színház- és Filmművészeti Főiskolán. 1989-től a Veszprémi Petőfi Színház tagja volt. 2004-től négy évig szakközépiskolai tanárként éneket és művészeti tárgyakat oktatott, majd 2008-ban visszatért a Veszprémi Petőfi Színházba.
Nős, felesége Lakatos Mónika. Gyermekeik: József (1992), Mónika (1995).

## Fontosabb színházi szerepei
- Demetrius (William Shakespeare: Szentivánéji álom)
- Első nemes úr (William Shakespeare: Ahogy tetszik)
- Fernand hadnagy; Robert hadnagy (Hervé: Nebáncsvirág)
- Dorozsmai Pista (Zerkovitz Béla – Szilágyi István: Csókos asszony)
- Münchausen báró (Bergendy István – Csukás István: Mesélj Münchausen)
- Nagy András (Nóti Károly – Eisemann Mihály – Zágon István: Hyppolit, a lakáj)
- Hadnagy, Kovács, Gólya úr (Nóti Károly – Fényes Szabolcs – Szenes Iván: Nyitott ablak)
- Edwin (Kálmán Imre: Csárdáskirálynő)
- Színházigazgató (Kálmán Imre: A Montmartre-i ibolya)
- Endrődy-Wittenburg Tasziló gróf (Kálmán Imre: Marica grófnő)
- Henry de Foublas (Ábrahám Pál: Bál a Savoyban)
- Tony (Leonard Bernstein–Sondheim: West Side story)
- Ernst Ludwig (John Kander – Fred Ebb: Kabaré)
- John Smith (Ray Cooney: Páratlan páros)
- Kádár úr (László Miklós: Illatszertár)
- István (Kovács Attila – Asztalos István: Gizella)
- Julien (Pierre Barillet – Jean-Pierre Grédy – Nádas Gábor – Szenes Iván: Kaktusz virága)
- Lean Paul (William Somerset Maugham – Marc-Gilbert Sauvajon: Csodálatos vagy Júlia)
- Sír–Kán (Rudyard Kipling – Dés László – Geszti Péter: Dzsungel könyve)
- Tornyai (szolgabíró) (Nagy Ignác - Parti Nagy Lajos: Tisztújítás)
- Vronszkij (Lev Nyikolajevics Tolsztoj – Kocsák Tibor – Miklós Tibor: Anna Karenina)
- Bill Sikes (tolvaj, strici) (Lionel Bart: Oliver!)
- Valkay tanár úr (Móricz Zsigmond – Kocsák Tibor – Miklós Tibor: Légy jó mindhalálig)
- Gróf Daniló Danilovics (Lehár Ferenc: A víg özvegy)
- Ypsheim (Gindelbach herceg) Johann Strauss: Bécsi vér)
- Billy Flynn (Fred Ebb – Bob Fosse – John Kander: Chicago)
- Uwe Siewers (főápoló) (Friedrich Dürrenmatt: A fizikusok)
- Vitay tábornok (Szabó Magda – Kocsák Tibor – Somogyi Szilárd – Miklós Tibor: Abigél)
- Dr. Reich ügyvéd (Molnár Ferenc: Liliom)
- Lord Lancaster, gárdakapitány (Huszka Jenő – Bakonyi Károly: Bob herceg)
- Temetkezési vállalkozó, Schultz (Müller Péter – Tolcsvay László – Müller Péter Sziámi: Isten pénze)
- Oszkár (Mariska házitanítója) (Csiky Gergely: Kaviár)
- Fazekas (Gyurkovics Tibor: Nagyvizit)
- Andersen (Eisemann Mihály – Szilágyi László: Én és a kisöcsém)
- Victor-Emanuel Chandebise (Georges Feydeau: Bolha a fülbe)
- Titulász doktor (Móra Ferenc: Kincskereső kisködmön)
- Mr. Tom Perry (Tom Schulman: Holt költők társasága)
- Nikola Tesla (Balázs Attila: A VoltEmber)
- A zsoldosvezér (Bertolt Brecht: Kurázsi mama)
- Mick (Harold Pinter: A gondnok)
- Idomeneus (Weöres Sándor: A Holdbeli csónakos)
- Tito Morelli (Ken Ludwig: A hőstenor)
- Karl Joseph Arco gróf (Lévay Szilveszter – Michael Kunze: Mozart!)
- Tiszt, Fekete, Elnök, Kiadó, Mednyánszky (Topolcsányi Laura – Szomor György: Petőfifjú)

## Filmek, tv
- Pomádé Király új ruhája (színházi előadás tv-felvétele)
- Nyitott ablak (színházi előadás tv-felvétele)